# متحف فيلادلفيا للفنون

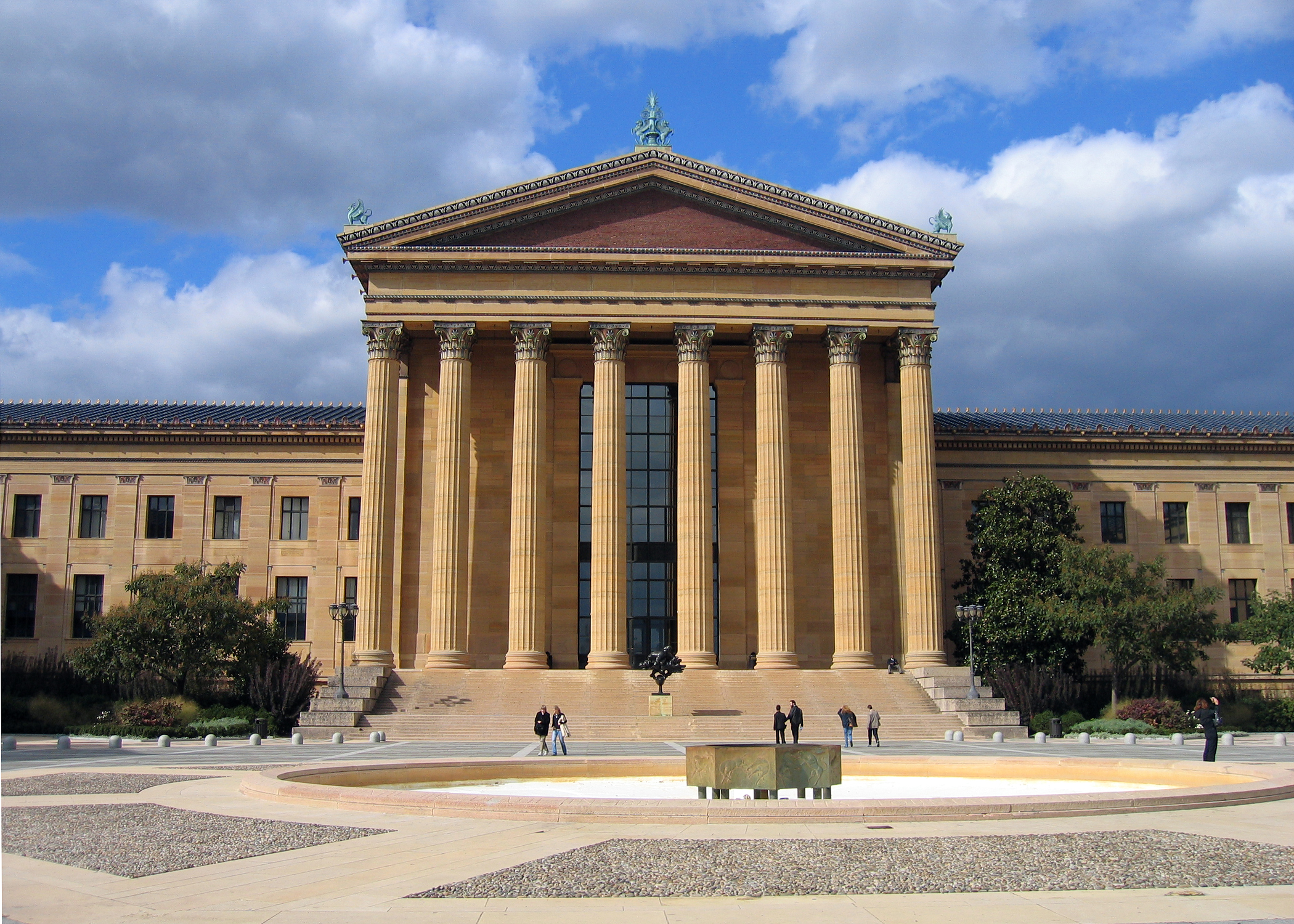

متحف فيلادلفيا للفنون هو أحد أكبر متاحف الفنون في الولايات المتحدة. يقع المتحف في مدينة فيلادلفيا بولاية بنسلفينيا. تم افتتاح المتحف في عام 1876م. كان يسمى في البداية متحف بنسلفينيا ومدرسة الفنون الصناعية.
يوصف المتحف نفسه بأنه "أحد أكبر المتاحف في الولايات المتحدة، وأن مجموعته تحتوي على أكثر من 225,000 قطعة فنية.

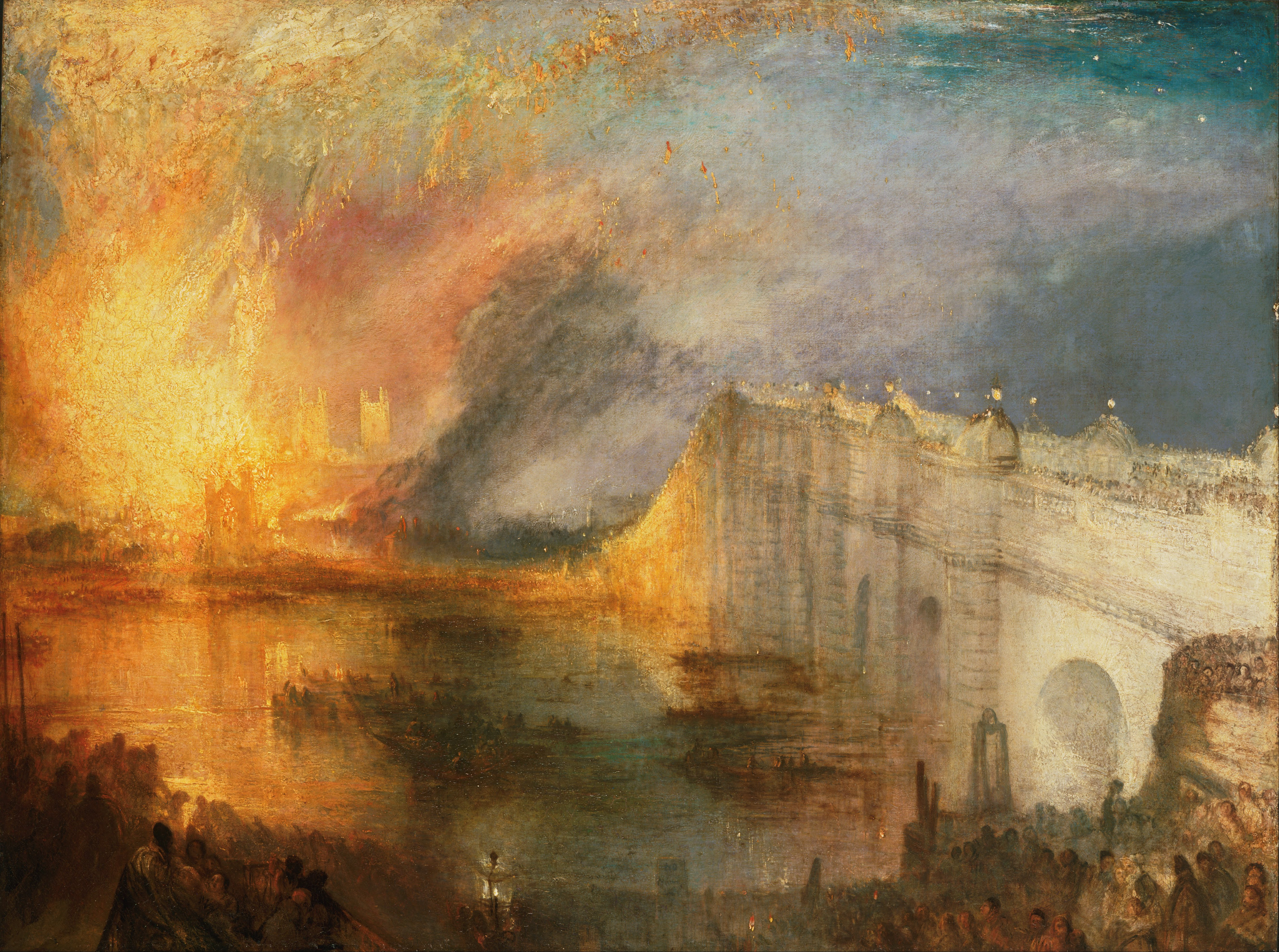
حَرق مَجلس السادة والعُموم، هو عنوان لوحتين زيتيتين بريشة الفنان الإنجليزي ويليام تورنر ، رُسمتا بين 1834-1835. تصور الحريق الذي اندلع في مجلسي البرلمان البريطاني مساء يوم 16 أكتوبر 1834. نُسخَة متحف فيلادلفيا للفنون.

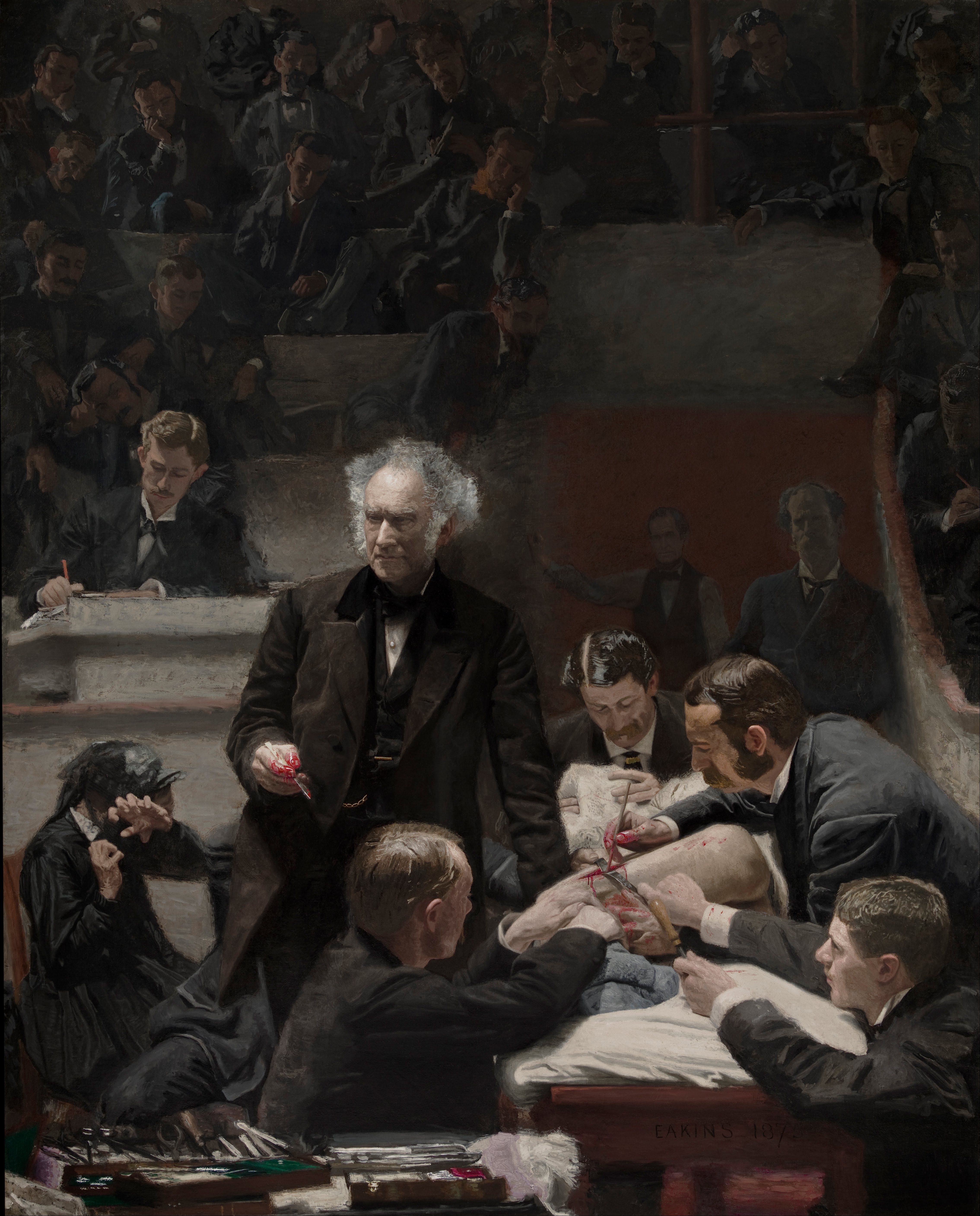
عيادة غروس بريشة توماس إيكنز تصور اللوحة الدكتور صموئيل د جروس ، يلقي محاضرة على مجموعة من الطلاب أثناء أجراء عملية جراحية. في عام 2006 قدرة قيمة أللوحة بسعر 68 مليون دولار امريكي. اللوحة ضمن مجموعة متحف فيلادلفيا للفنون ، بنسيلفانيا.